# Rhingiopsis lanei
Rhingiopsis lanei är en tvåvingeart som beskrevs av Barretto 1947. Rhingiopsis lanei ingår i släktet Rhingiopsis och familjen vapenflugor. Inga underarter finns listade i Catalogue of Life.